# Carlos Valdes (acteur)
Pour les articles homonymes, voir Carlos Valdes.
Carlos Valdes, né le 20 avril 1989 à Cali en Colombie, est un acteur et chanteur américano-colombien.
Il est surtout connu pour son rôle de Francisco « Cisco » Ramon / Vibe dans la série télévisée Flash.

## Biographie

### Jeunesse
À l’âge de 5 ans, lui et sa famille s’expatrient aux États-Unis. Le jeune homme va alors suivre des études de musique, sa passion, à l’Université du Michigan,,. Il profite de son temps libre pour jouer dans quelques pièces de théâtre. Déjà présent parmi les musiciens de A Very Potter Musical de la troupe Starkid, il devient compositeur pour les besoins de la comédie musicale Me and My Dick, et peut ainsi mettre en avant son amour pour la musique. 
En 2009, après avoir été diplômé, il se consacre à sa carrière d'acteur.
Entre 2009 et 2011, il a participé à des productions théâtrales de High School Musical et The Wedding Singer, avant de jouer dans la tournée nationale de Jersey Boys.

### The Flash

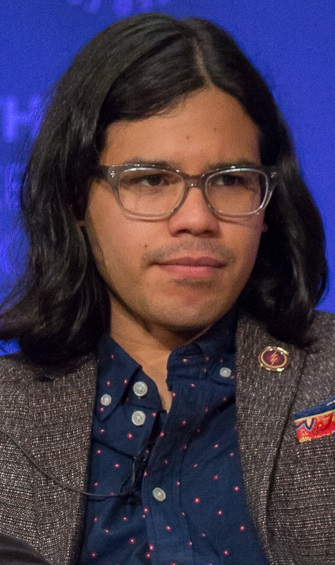
Carlos Valdes au PaleyFest en 2015.

En 2014, Carlos fait ses premiers pas en tant que comédien. Alors inconnu, il se retrouve sous les feux des projecteurs avec la nouvelle série de la CW, Flash, le spin-off d’Arrow. Il endosse alors le rôle de Cisco Ramon, un ingénieur en mécanique qui travaille pour S.T.A.R. Labs. Le génie va vite devenir un acolyte de Barry Allen, alias Flash. Son personnage est présenté quelques mois auparavant dans l'épisode The Man Under The Hood de la saison 2 d’Arrow. Le 5 mai 2021, la production annonce sont départ à l'issue de la septième saison.
En juin 2015, il a prêté sa voix au personnage de Cisco Ramon dans la web série Vixen.

## Filmographie
- 2013 - 2018 : Arrow : Francisco « Cisco » Ramon / Vibe (6 épisodes)
- 2014 - 2021 : Flash : Francisco « Cisco » Ramon / Vibe (saisons 1 à 7 - 147 épisodes).
- 2015 - 2016 : Vixen : Francisco « Cisco » Ramon / Vibe (voix)
- 2016 - 2017 : Legends of Tomorrow : Francisco « Cisco » Ramon / Vibe (3 épisodes)
- 2016 - 2018 : Supergirl : Francisco « Cisco » Ramon / Vibe (3 épisodes)
- 2016 : Superhero Fight Club 2.0 : Francisco « Cisco » Ramon / Vibe (court-métrage)
- 2016 : The Flash: Chronicles of Cisco (web-série) : Francisco « Cisco » Ramon / Vibe (4 mini-épisodes)
- 2017-2018 : Freedom Fighters: The Ray : Francisco « Cisco » Ramon / Vibe (voix)
- 2018 : Suit Up : Francisco « Cisco » Ramon / Vibe (court-métrage)
- 2022 : Gaslit : Paul Magallanes (mini-série)
- 2023 : Up Here (en) : Miguel Jimenez (8 épisodes)[7]

## Discographie

### Space Age (février 2013)
| No | Titre                              | Durée |
| -- | ---------------------------------- | ----- |
| 1. | Funkin' for Fun (Parliament Cover) | 4:57  |
| 2. | New World                          | 4:28  |
| 3. | Masquer Bait                       | 4:36  |
| 4. | We Gotta Find Brian                | 3:02  |
| 5. | Journey's End                      | 5:41  |
| 6. | The Monkey With the Glasses        | 5:54  |

### Night Off (février 2015)
| No | Titre          | Durée |
| -- | -------------- | ----- |
| 1. | Night Off      | 5.52  |
| 2. | Ghost Train    | 6.37  |
| 3. | True Player    | 5.05  |
| 4. | Corners        | 4.56  |
| 5. | Ain't No Thang | 3.54  |

### Single
- Open Your Eyes : 4.06